# Sadasivania aristidae
Sadasivania aristidae är en svampart som beskrevs av D. Rao & P.Rag. Rao 1964. Sadasivania aristidae ingår i släktet Sadasivania, divisionen sporsäcksvampar och riket svampar.   Inga underarter finns listade i Catalogue of Life.